# Ródano-Alpes
Ródano-Alpes (en francés: Rhône-Alpes, en occitano: Ròse-Aups o Ròse-Alps; en francoprovenzal: Rôno-Ârpes) fue una región francesa. Como parte de una reforma territorial, la región de Ródano-Alpes se fusionó con la región de Auvernia el 1 de enero de 2016 para formar la región de Auvernia-Ródano-Alpes.

## Geografía
Al oeste el territorio en el que estaba ubicada la región se compone de la parte oriental del Macizo Central: Montes y planicie de Forez, Montes de Vivarais, Montes de Beaujolais y Montes de Lyonnais. Al centro, lo atraviesan de norte a sur los valles de los ríos Saona y Ródano. Al este es de nuevo montañoso, con los pliegues meridionales del Jura y los Alpes franceses.
La región estaba formada por los siguientes departamentos: 
- Ain
- Alta Saboya
- Ardèche
- Drôme
- Isère
- Loira
- Ródano
- Saboya

Además, en la región estaba incluida la Metrópoli de Lyon.

## Demografía
Ródano-Alpes era la segunda región más poblada de Francia, solo por detrás de Île-de-France. El reparto de la población sobre el territorio era bastante desigual.

## Economía
La economía de Ródano-Alpes era una de las más dinámicas de Francia. alcanzando en el período 1999-2003 una tasa de crecimiento anual acumulativa del 2,04%. El PIB de la región era, en 2008, de 187.990 millones de euros y el PIB per cápita se situó en 2008 en 30.601 euros, lo que suponía el 99,5% del PIB per cápita de Francia.
Dentro del sector primario, en el territorio destacan la producción de vino, la de queso en las zonas montañosas y la de fruta en el valle del río Ródano. En el territorio se producen diferentes vinos con denominación de origen. como por ejemplo el Beaujolais, el Côtes-du-Rhône y el Savoie. 
Con respecto al sector secundario, en el área metropolitana de Lyon se concentran la industria textil, la mecánica, la farmacéutica y la química. Por su parte, la conurbación de Grenoble está especializada en electrónica y microtecnología. Asimismo, en el municipio de Pierrelatte (Drôme), se encuentra una de las factorías de enriquecimiento de uranio más importantes del mundo. 
El territorio también destaca por el turismo, especialmente por sus balnearios y por sus estaciones de esquí.

## Política
De 2004 a 2015, el presidente de la región fue el socialista Jean-Jack Queyranne. 
La coalición progresista que encabezó Jean-Jack Queyranne estaba formada por el Partido Socialista Francés, el Partido Comunista Francés, Los Verdes y el Partido Radical de Izquierda. Esta coalición obtuvo, en la segunda vuelta de las elecciones regionales, el 46,50% de los votos y 94 de los 157 escaños que forman el Consejo Regional de Ródano-Alpes. 
La lista de Jean-Jack Queyranne fue la más votada en siete de los ocho departamentos de la región. Solo en el departamento de Alta Saboya la coalición formada por la UMP y la Unión para la Democracia Francesa (UDF) consiguió la victoria. 
La coalición UMP-UDF, encabezada por la presidenta saliente, Anne-Marie Comparini, de la UDF, consiguió el 38,23% de los votos emitidos en la segunda vuelta y 45 escaños. 
La lista del Front National fue la menos votada, con un 15,28% y 18 escaños.

## Turismo

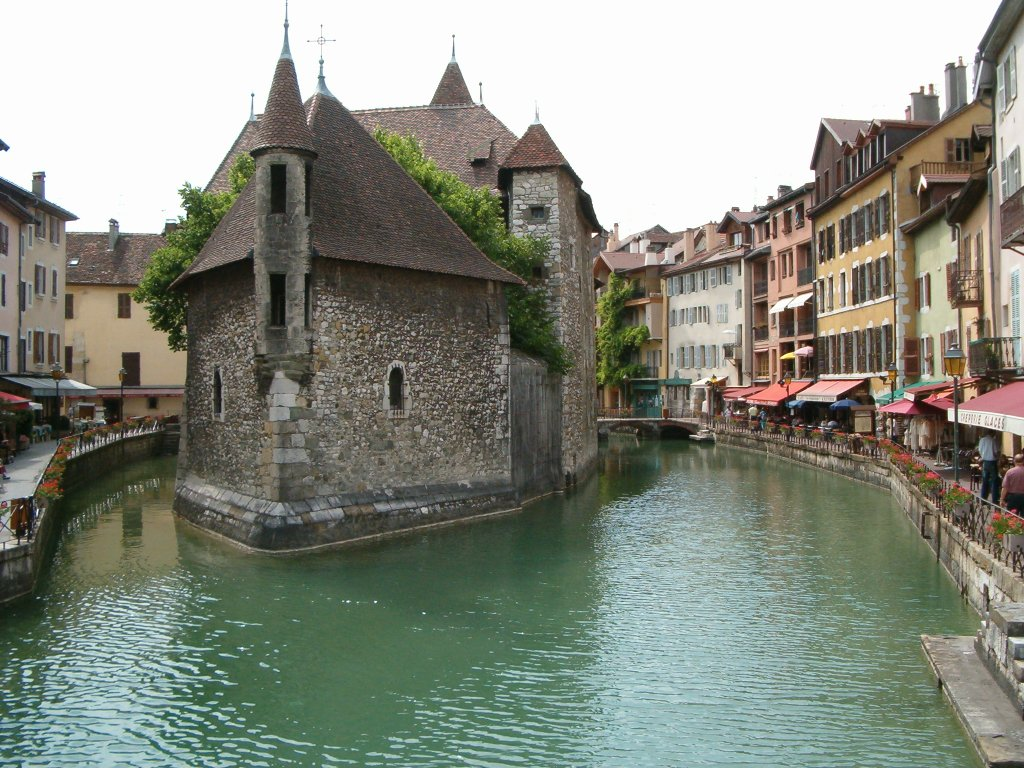
Annecy.

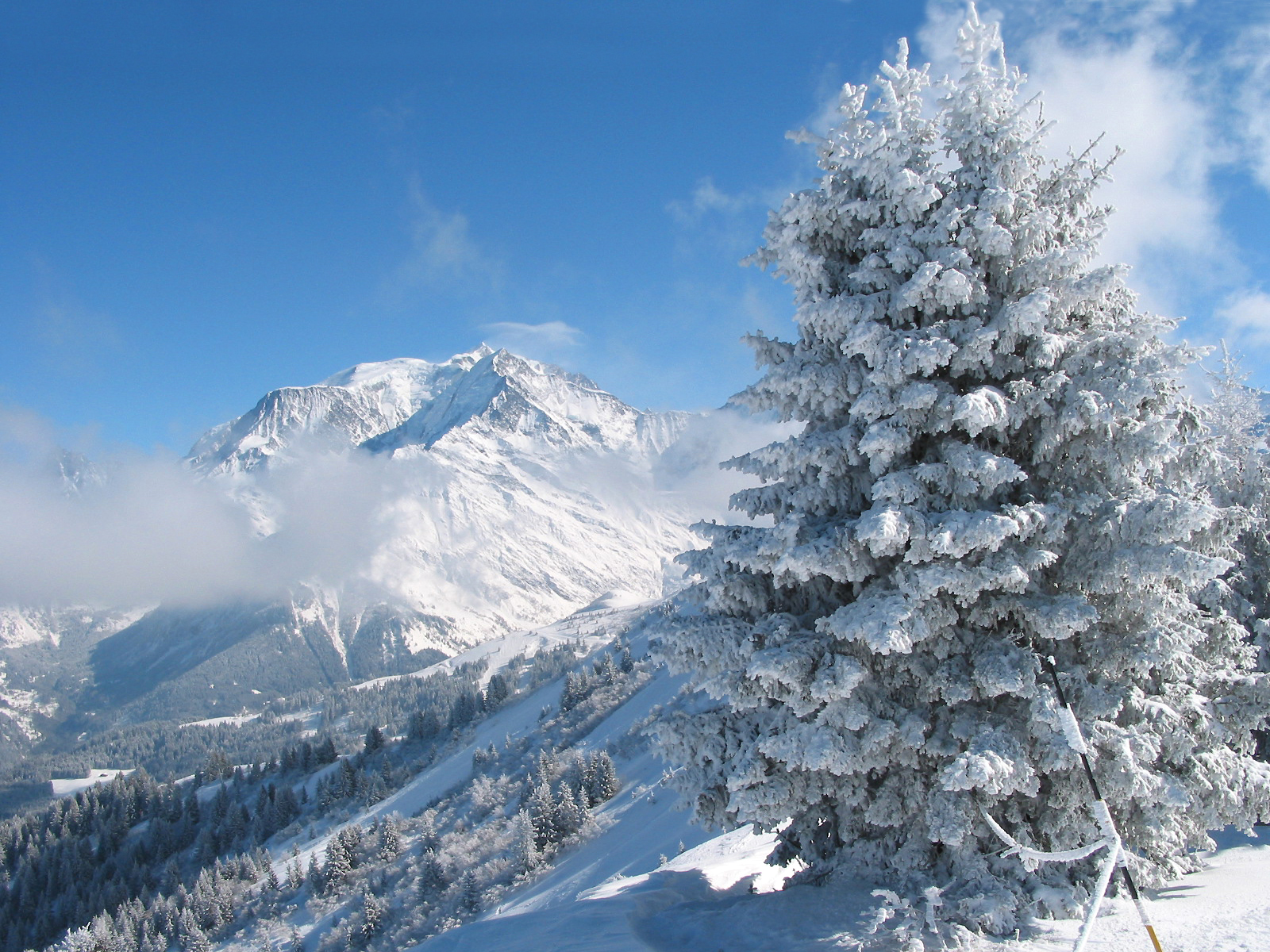
Mont Blanc.

Situado entre París y la Costa Azul, en la frontera con Suiza e Italia, el territorio se encuentra en la encrucijada de Europa, con sus dos aeropuertos internacionales, Lyon y Ginebra, una destacable comunicación por tren y una vasta red de autovías.
Dotado con 8 parques naturales y lugares únicos, como el Mont Blanc y las Gargantas del Ardèche, ofrece paisajes muy diversos: montañas, viñedos y suaves valles, campos de lavanda y de olivos.
El agua se encuentra bajo todas sus formas: nieve y glaciares, ríos y lagos. El territorio tiene tres de los cinco mayores lagos de Francia: (lago Lemán, lago Bourget y lago de Annecy).
Todos los deportes son accesibles en un entorno excepcional: el senderismo, la BTT o incluso el parapente y la canoa. Ródano-Alpes era la segunda región golfística francesa, con más de 60 recorridos. Tenía igualmente el mayor dominio esquiable del mundo.
Los amantes del arte y de la cultura no se sentirán decepcionados con el descubrimiento de las ciudades de Lyon, declarada Patrimonio Mundial por la UNESCO; Annecy; Grenoble; Chambéry, y Saint-Étienne.
Los gastrónomos se verán en apuros a la hora de elegir entre las especialidades a degustar acompañadas de un Beaujolais o de un Côtes du Rhône, y los numerosos restaurantes de prestigio (con Paul Bocuse a la cabeza) que tiene el territorio.

## Deporte
El territorio tiene equipos profesionales de fútbol (Olympique de Lyon, AS Saint-Étienne y Évian), rugby (Oyonnax, Grenoble, Lyon Olympique, Bourgoin-Jallieu), baloncesto (ASVEL Lyon-Villeurbanne, Chorale Roanne, Bourg, Aix Maurienne, Saint-Vallier), balonmano (Chambéry Savoie) y hockey sobre hielo (en particular Chamonix y Grenoble).
Las tres ediciones de los Juegos Olímpicos de Invierno celebradas en Francia se realizaron en este territorio: Chamonix 1924, Grenoble 1968 y Albertville 1992.